# OnePlus 5T
OnePlus 5T — смартфон компании OnePlus, анонсированный 16 ноября 2017 года. 23 ноября 2017 года, спустя два дня после начал продаж в США, компания сообщила в официальном твиттере о рекорде. По данным компании, рекорд продаж был поставлен после первых шести часов, однако, точные цифры названы не были.

## Технические характеристики
- Материалы корпуса: металл
- Операционная система: Android 7.1.1 + OxygenOS 4.7.6
- Экран: диагональ 6,01", AMOLED, 2160х1080 точек, ppi 401
- Процессор: Qualcomm Snapdragon 835
- Графика: Adreno 540
- Оперативная память: 6/8 ГБ
- Память для хранения данных: 64/128 ГБ
- Основная камера: два модуля 16 + 20 Мп, гибридный автофокус, двойная LED вспышка
- Фронтальная камера: 16 Мп
- Сети: 2G, 3G, 4G
- Интерфейсы: Wi-Fi, Bluetooth 5.0, NFC, USB 2.0
- Навигация: GPS, ГЛОНАСС, Galileo, BeiDou
- Дополнительно: разблокировка по лицу, сканер отпечатка пальца, датчик приближения, освещения, магнитного поля, акселерометр, гироскоп
- Батарея: 3300 мАч (видео до 16 часов, включенный дисплей до 6,5 часов[2])
- Габариты: 156 х 75 х 7.3 мм
- Вес: 162 г
- Цвета: черный, красный, белый

## Программное обеспечение
В первоначальном варианте на базе Android 7.1.1 Nougat работала оболочка OxygenOS 4.7.6. После серии обновлений, в январе 2019 года вышло обновление OxygenOS 9.0 под Android 9.0 Pie. После установки этой версии пользователи начали жаловаться на нестабильную работу Wi-Fi модуля. Компания выпустила версию OxygenOS 9.0.2, где эта проблема была исправлена. В мае 2019 года было сделано официальное заявление о том, что OnePlus 5 и OnePlus до конца этого года получат обновления до Android P.
В устройстве есть функция разблокировки по лицу Face Unlock. В отличие от Face ID в смартфонах Apple, программа создает не 3D, а двухмерную модель лица пользователя, что может привести к взлому устройства с помощью фотографии владельца.  

## Продажи
OnePlus 5T был представлен 16 ноября 2017 года. 21 ноября 2017 года стартовали продажи в США. В России OnePlus 5T появился в продаже в розничных сетях 26 января 2018 года. Стоимость за версию 6/64 ГБ составляла 41 990 рублей, версия 8/128 ГБ стоила 44 990 рублей. К июня 2019 года стоимость OnePlus 5T снизилась до 25 261 рублей, при этом цена на следующую модель OnePlus 6 была снижена до 26 210 рублей.
В марте 2018 года в сети появилась информация о том, что OnePlus 5T сложно купить в США и Европе. По словам пользователей, они получают сообщение о том, что товара нет на складе.
В комплекте к телефону идёт в подарок силиконовый чехол.